# Elbit Skylark

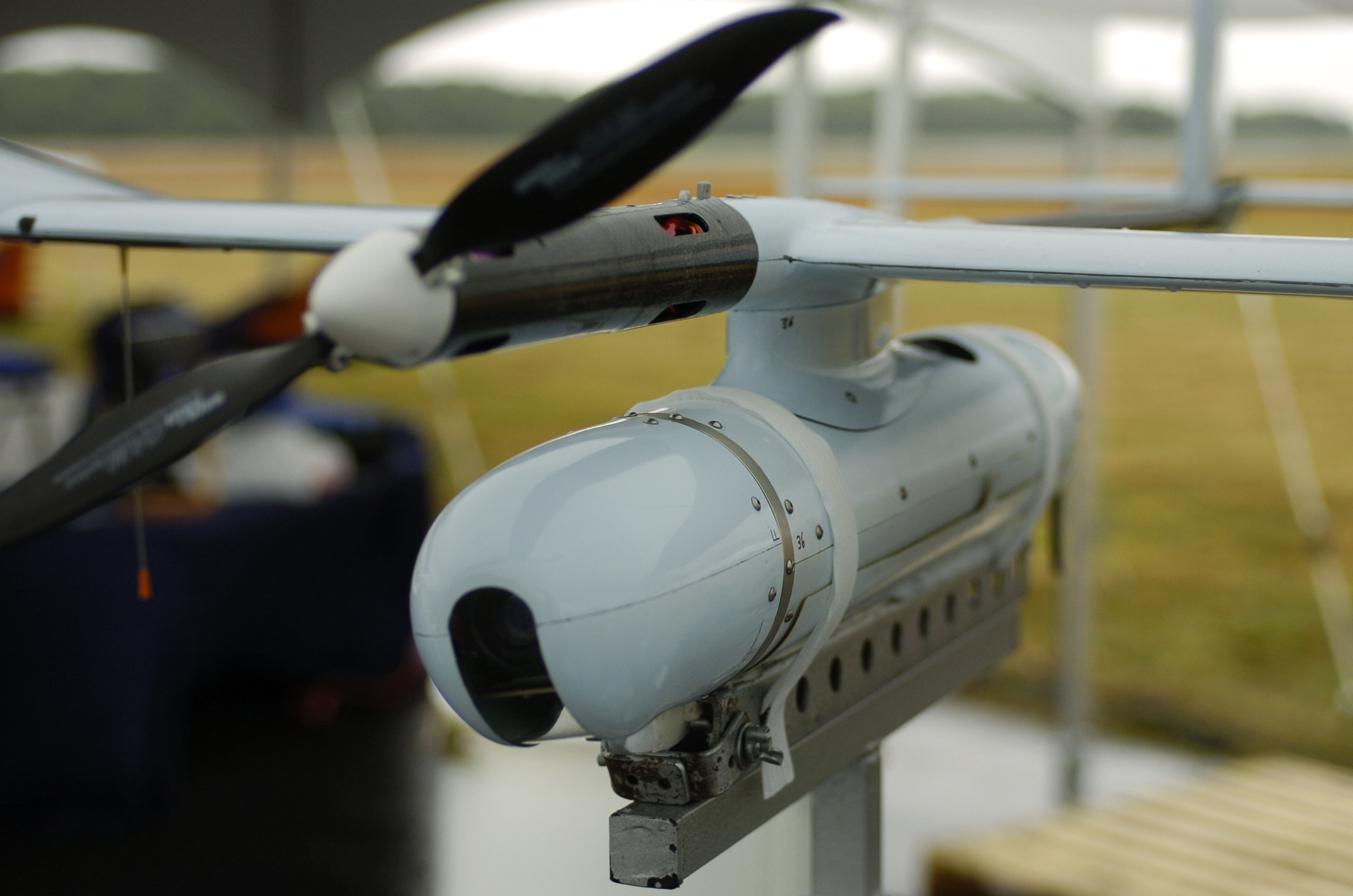
detalle de un Skylark 1

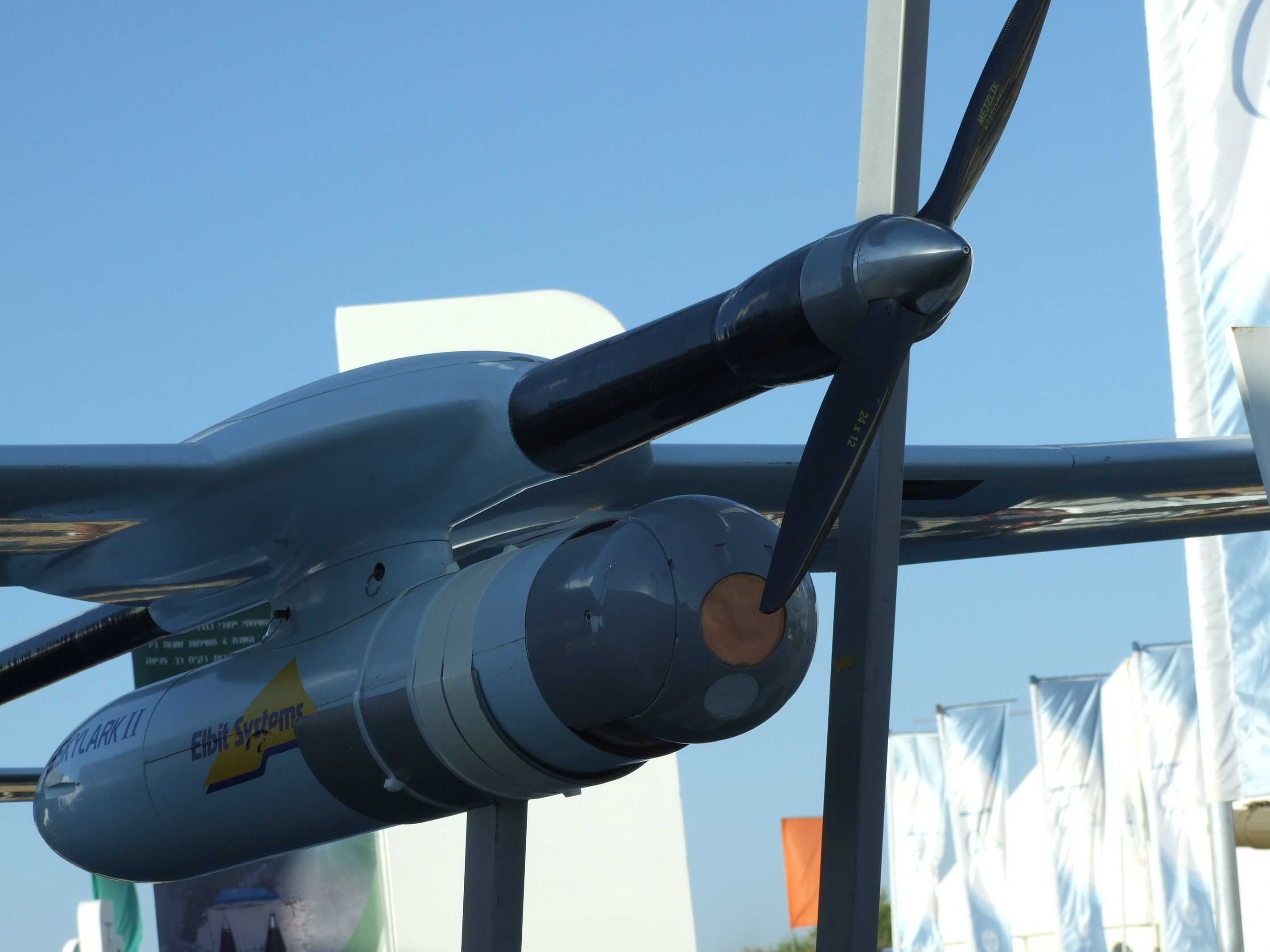
detalle de un Skylark 2

los Elbit Systems Skylark I y Skylark II son pequeños vehículos aéreos no tripulados desarrollados por la compañía Elbit Systems. 

## Diseño y desarrollo

### Skylark I
Skylark I es un pequeño vehículo aéreo no tripulado. Fue diseñado como un sistema portátil de vigilancia táctica y reconocimiento. Para hacerlo volar, es necesario lanzarlo con la mano. Consta de una cámara CCD y puede equiparse con  Infrarrojo de barrido frontal para operaciones nocturnas. Mientras está operando puede enviar imágenes de vídeo en tiempo real a una estación portátil en tierra. Recuperarlo requiere de una buena maniobra para aterrizarlo en un pequeño colchón inflable. Tiene una autonomía de 10 km.
Skylark es operado por fuerzas militares de Australia, Canadá, Chile, Croacia, República Checa, Hungría, Israel, Macedonia del Norte, Países Bajos, Polonia, Eslovaquia y Suecia. Fue desplegado en Afganistán e Irak. El Skylark fue seleccionado por las Fuerzas Especiales Francesas en marzo de 2008.

### Skylark II
Skylark II fue revelado en 2006. Tiene una autonomía de 60 km y fue diseñado para ser operado por un equipo de dos personas. Puede ser desplegado utilizando un vehículo HMMWV. En diciembre de 2007, Corea del Sur decidió adquirir el sistema Skylark II. Se han reportado numerosos accidentes de los sistemas durante su uso por problemas técnicos no especificados, llegando incluso a ordenar la paralización del uso de parte de la flota en 2017.